# Pallacanestro Olimpia Milano 2000-2001
Questa voce raccoglie le informazioni riguardanti la Pallacanestro Olimpia Milano, sponsorizzata Adecco, nelle competizioni ufficiali della stagione 2000-2001.

## Stagione
L'Olimpia Milano 2000-2001 ha preso parte al campionato professionistico italiano di pallacanestro di Serie A.
La guida tecnica viene affidata a Valerio Bianchini ma emergono presto difficoltà gestionali legate ai contrasti fra la proprietà di Caputo e quella di Bryant, difficoltà sempre più gravi che mettono in forse il prosieguo dell'attività fino a ottobre quando una nuova cordata si assume la responsabilità di guidare l'Olimpia. La cordata è guidata da Sergio Tacchini, imprenditore dell'abbigliamento sportivo che il 13 dicembre 2000 assume la presidenza della società.
La squadra viene eliminata nella fase a girone della Supercoppa che si svolge a inizio stagione. In campionato i risultati sono inferiore alle attese tanto che la prima decisione presa dalla nuova dirigenza è quella di esonerare il 19 dicembre 2000 il tecnico Bianchini con l'Adecco ultima in classifica. La guida tecnica viene assegnata al vice allenatore Guido Saibene che, pur migliorando il rendimento, non riesce a qualificare l'Olimpia alla fase finale della Coppa Italia e conclude la stagione al 15º posto in campionato restando ancora esclusa dalle competizioni europee.

## Maglie
Il fornitore ufficiale del materiale tecnico per la stagione 2000-2001 è stato Adidas.

## Organigramma societario
Dal sito internet della società.
Area dirigenziale
- Presidente: Sergio Tacchini (dal 1º dicembre)
- Vicepresidente: Antonio Caserta (dall'11 dicembre)
- Consigliere delegato: Antonio Cappellari

Area tecnica
- Allenatore: Valerio Bianchini (fino al 20 dicembre)
- Allenatore: Guido Saibene (Dal 20 dicembre)
- Vice allenatore: Guido Saibene (fino al 19 dicembre)
- Assistente allenatore: Andrea Trinchieri
- Responsabile Settore Giovanile: Guido Saibene

Area generale e organizzativa
- Direttore amministrativo: Giorgio Angelastri
- Team manager: Cinzia Lauro
- Ufficio stampa: Annamaria Arcidiacono
- Responsabile marketing: Annamaria Arcidiacono

## Roster
| Adecco Milano 2000-01 | Adecco Milano 2000-01 |
| Giocatori             | Staff tecnico         |
| --------------------- | --------------------- |

| N. | Naz.                                        | Ruolo | Nome                  | Anno | Alt.   | Peso   |  |
| -- | ------------------------------------------- | ----- | --------------------- | ---- | ------ | ------ |  |
| 5  | Stati Uniti (bandiera)                      | P     | Aaron Granger         | 1978 | 206 cm | 105 kg |  |
| 6  | Italia (bandiera)                           | G     | Flavio Portaluppi (C) | 1971 | 188 cm | 88 kg  |  |
| 7  | Stati Uniti (bandiera) · Italia (bandiera)  | P     | Mike Iuzzolino        | 1968 | 183 cm | 81 kg  |  |
| 9  | Italia (bandiera)                           | C     | Andrea Michelori      | 1978 | 202 cm | 112 kg |  |
| 11 | Stati Uniti (bandiera) · Italia (bandiera)  | A     | Jon Garavaglia        | 1974 | 206 cm | 104 kg |  |
| 12 | Italia (bandiera)                           | C     | Marco Baldi           | 1966 | 208 cm | 110 kg |  |
| 13 | Stati Uniti (bandiera) · Italia (bandiera)  | AP    | Mike Gizzi            | 1975 | 190 cm | 88 kg  |  |
| 14 | Stati Uniti (bandiera) · Irlanda (bandiera) | G     | Jay Larrañaga         | 1975 | 195 cm | 95 kg  |  |
| 15 | Italia (bandiera)                           | C     | Stefano Rusconi       | 1968 | 208 cm | 115 kg |  |
| 16 | Italia (bandiera)                           | G     | Luca Gamba            | 1975 | 197 cm | 92 kg  |  |
| 20 | Stati Uniti (bandiera)                      | AG    | Johnny Taylor         | 1974 | 206 cm | 100 kg |  |
| -  | Italia (bandiera)                           | GA    | Stefano Gallea        | 1983 | 195 cm | 88 kg  |  |
| -  | Italia (bandiera)                           | C     | Emanuele Cavalleri    | 1982 | 207 cm | 100 kg |  |
| -  | Italia (bandiera)                           | G     | Luca Furlanetto       | 1981 | 195 cm | 78 kg  |  |
| -  | Italia (bandiera)                           | G     | Carlo Bianchi         | 1982 | 190 cm | 78 kg  |  |
| -  | Stati Uniti (bandiera)                      | C     | Steve Goodrich        | 1976 | 205 cm | 100 kg |  |
| -  | Italia (bandiera)                           | P     | Stefano Attruia       | 1969 | 178 cm | 80 kg  |  |
| -  | Irlanda (bandiera) · Jugoslavia (bandiera)  | AC    | Mihajlo Pešić         | 1981 | 202 cm | 96 kg  |  |
| -  | Italia (bandiera)                           | G     | Marco Mordente        | 1979 | 190 cm | 90 kg  |  |
| -  | Stati Uniti (bandiera)                      | G     | Rasul Salahuddin      | 1973 | 190 cm | 90 kg  |  |

| Allenatore |
| - Valerio Bianchini (fino al 19 dicembre) - Guido Saibene (dal 20 dicembre)                                           |
| Assistente/i |
| - Guido Saibene (fino al 19 dicembre) - Andrea Trinchieri Legenda - (C) Capitano - (IN) Inattivo - Infortunato Roster |

## Mercato

### Sessione estiva
| Acquisti | Acquisti       | Acquisti      | Acquisti      | Acquisti |
| R.       | Nome           | da            | Modalità      |          |
| -------- | -------------- | ------------- | ------------- | -------- |
| G        | Marco Mordente | Virtus Ragusa | fine prestito |          |

| Cessioni | Cessioni        | Cessioni          | Cessioni       | Cessioni |
| R.       | Nome            | a                 | Modalità       |          |
| -------- | --------------- | ----------------- | -------------- | -------- |
| P        | Pooh Richardson | Free agent        | fine contratto |          |
| P        | Shawn Respert   | Near East         | fine contratto |          |
| A        | Milan Sagias    | Unia Tarnów       | fine contratto |          |
| AG       | Mikkel Larsen   | Makedonikos       | fine contratto |          |
| AG       | Sérgio Ramos    | Scandone Avellino | fine contratto |          |

### Dopo l'inizio della stagione
| Acquisti | Acquisti         | Acquisti         | Acquisti    | Acquisti       |
| R.       | Nome             | da               | data        | Modalità       |
| -------- | ---------------- | ---------------- | ----------- | -------------- |
| A        | Jon Garavaglia   | León             | 20 ottobre  | fine contratto |
| G        | Rasul Salahuddin | Free agent       | 20 ottobre  | svincolato     |
| P        | Mike Iuzzolino   | Aris Salonicco   | 1 novembre  | svincolato     |
| G        | Luca Gamba       | Pall. Reggiana   | 10 novembre | svincolato     |
| G        | Jay Larrañaga    | ASVEL            | 16 novembre | svincolato     |
| A        | Steve Goodrich   | Balt. Bayrunners | 17 novembre | svincolato     |
| A        | A.J. Granger     | Milōn            | 30 marzo    | svincolato     |

| Cessioni | Cessioni         | Cessioni       | Cessioni    | Cessioni    |
| R.       | Nome             | a              | data        | Modalità    |
| -------- | ---------------- | -------------- | ----------- | ----------- |
| P        | Stefano Attruia  | Roseto Basket  | 17 ottobre  | rescissione |
| G        | Rasul Salahuddin | Free agent     | 29 ottobre  | rescissione |
| AG       | Mihajlo Pešić    | Free agent     | 10 novembre | rescissione |
| G        | Marco Mordente   | Pall. Reggiana | 10 novembre | prestito    |
| G        | Mike Gizzi       | Pall. Vigevano | 18 gennaio  | rescissione |
| A        | Steve Goodrich   | Chicago Bulls  | 29 marzo    | rescissione |

## Risultati

### Serie A

#### Stagione regolare

##### Girone d'andata
| Arbitri: | Giansanti Nardecchia |

|                              |            |                                              |
| Boni 31 Gilmore 24 Foiera 10 | Punti      | 16 Michelori 12 Rusconi 10 Portaluppi, Pešić |
| Goodes 5                     | Assist     | 1 Attruia                                    |
| Foiera 11                    | Rimbalzi   | 9 Rusconi                                    |
| Phil Melillo                 | Allenatori | Valerio Bianchini                            |

| Arbitri: | Facchini Pallonetto |

|                                              |            |                                          |
| Michelori 15 Portaluppi, Gizzi 13 Mordente 8 | Punti      | 27 Naumoski 13 Pittis 12 Nicola, Bulleri |
| Mordente 2                                   | Assist     | 3 Nicola, Bulleri                        |
| Rusconi 8                                    | Rimbalzi   | 8 Tomidy                                 |
| Valerio Bianchini                            | Allenatori | Piero Bucchi                             |

| Arbitri: | Grossi Crescenti |

|                                                   |            |                                                |
| Booker, Gigena, Tusek 14 Middleton 13 Maggioli 12 | Punti      | 14 Mordente, Michelori 12 Taylor 10 Portaluppi |
| Booker 3                                          | Assist     | 1 Rusconi                                      |
| Johnson 13                                        | Rimbalzi   | 8 Rusconi                                      |
| Stefano Pillastrini                               | Allenatori | Valerio Bianchini                              |

| Arbitri: | Zancanella Vianello |

|                                      |            |                                |
| Iuzzolino 24 Rusconi 20 Michelori 16 | Punti      | 23 Palladino 21 Scott 17 Gadou |
| Iuzzolino, Michelori 2               | Assist     | 2 Gianella                     |
| Michelori 8                          | Rimbalzi   | 13 Scott                       |
| Valerio Bianchini                    | Allenatori | Gaetano Gebbia                 |

| Arbitri: | Tola Di Modica |

|                                |            |                                   |
| Baston 28 Turner 20 Vanuzzo 11 | Punti      | 20 Iuzzolino 17 Rusconi 10 Taylor |
| Jones 5                        | Assist     | 2 Portaluppi, Rusconi             |
| Baston 10                      | Rimbalzi   | 10 Garavaglia, Rusconi            |
| Stefano Ranuzzi                | Allenatori | Valerio Bianchini                 |

| Arbitri: | Colucci Sardella |

|                                    |            |                                             |
| Taylor 27 Rusconi 18 Garavaglia 15 | Punti      | 23 Alibegovic 21 Smith, McGhee 14 Li Vecchi |
| Iuzzolino 4                        | Assist     | 2 Busca, Li Vecchi                          |
| Taylor 11                          | Rimbalzi   | 9 Busca, Li Vecchi                          |
| Valerio Bianchini                  | Allenatori | Matteo Boniciolli                           |

| Arbitri: | Tullio Ursi |

|                               |            |                                      |
| Esposito 24 Fazzi 19 Bragg 15 | Punti      | 22 Rusconi 21 Iuzzolino 15 Michelori |
| Fazzi 3                       | Assist     | 1 Rusconi, Iuzzolino                 |
| Bragg 11                      | Rimbalzi   | 11 Rusconi                           |
| Francesco Vitucci             | Allenatori | Valerio Bianchini                    |

| Arbitri: | Cerebuch Monizza |

|                                        |            |                                   |
| Nolan 28 Ramos 15 Erdmann, Callahan 10 | Punti      | 19 Taylor 17 Rusconi 16 Iuzzolino |
| Johnson 4                              | Assist     | 1 Garavaglia, Goodrich            |
| Tufano, Ramos 8                        | Rimbalzi   | 10 Taylor                         |
| Luca Dalmonte                          | Allenatori | Valerio Bianchini                 |

| Arbitri: | Pascotto Vianello |

|                                   |            |                                 |
| Rusconi 21 Taylor 16 Iuzzolino 14 | Punti      | 32 Fucka 18 Galanda 14 Meneghin |
| Iuzzolino 4                       | Assist     | 3 Myers, Meneghin               |
| Rusconi 14                        | Rimbalzi   | 9 Fucka                         |
| Valerio Bianchini                 | Allenatori | Carlo Recalcati                 |

| Arbitri: | Corrias Duranti |

|                                             |            |                                  |
| Buford 30 Sekunda 15 Ciosici, Washington 13 | Punti      | 30 Rusconi 22 Iuzzolino 7 Taylor |
| Raschi 6                                    | Assist     | 6 Iuzzolino                      |
| Beard 9                                     | Rimbalzi   | 9 Rusconi                        |
| Giampiero Ticchi                            | Allenatori | Valerio Bianchini                |

| Arbitri: | Grossi Lo Guzzo |

|                                   |            |                                      |
| Iuzzolino 19 Rusconi 18 Taylor 11 | Punti      | 22 Santangelo 16 Williams 15 Fajardo |
| Iuzzolino 3                       | Assist     | 2 Santangelo                         |
| Rusconi 11                        | Rimbalzi   | 10 Kuehl                             |
| Guido Saibene                     | Allenatori | Franco Ciani                         |

| Arbitri: | Lamonica Letizia |

|                                          |            |                                   |
| Albano 21 Conlon 17 Williams, Sartori 15 | Punti      | 22 Taylor 16 Rusconi 13 Iuzzolino |
| Williams 5                               | Assist     | 5 Iuzzolino                       |
| Albano 9                                 | Rimbalzi   | 8 Michelori                       |
| Filippo Faina                            | Allenatori | Guido Saibene                     |

| Arbitri: | Facchini Sabetta |

|                                     |            |                                     |
| Rusconi 24 Iuzzolino 16 Goodrich 14 | Punti      | 30 Gurovic 19 Penn 10 Shaw, Podestà |
| Iuzzolino 2                         | Assist     | 2 Penn                              |
| Rusconi 12                          | Rimbalzi   | 8 Podestà                           |
| Guido Saibene                       | Allenatori | Luca Banchi                         |

| Arbitri: | Taurino Tullio |

|                                   |            |                                           |
| Iuzzolino 28 Rusconi 18 Taylor 16 | Punti      | 23 Jones, Burditt 18 Pozzecco 16 Wucherer |
| Iuzzolino 5                       | Assist     | 2 Pozzecco                                |
| Rusconi 9                         | Rimbalzi   | 8 Burditt                                 |
| Guido Saibene                     | Allenatori | Gianfranco Lombardi                       |

| Arbitri: | Cerebuch Vianello |

|                                 |            |                                   |
| Espil 18 Sellers 16 Righetti 15 | Punti      | 19 Rusconi 18 Iuzzolino 12 Taylor |
| Allen 10                        | Assist     | 4 Iuzzolino                       |
| Tonolli 12                      | Rimbalzi   | 16 Rusconi                        |
| Attilio Caja                    | Allenatori | Guido Saibene                     |

| Arbitri: | Lamonica Monizza |

|                                     |            |                                      |
| Iuzzolino 19 Taylor 15 Larrañaga 14 | Punti      | 19 Ginobili 18 Griffith 16 Rigaudeau |
| Iuzzolino, Taylor 2                 | Assist     | 6 Abbio                              |
| Rusconi 10                          | Rimbalzi   | 11 Griffith                          |
| Guido Saibene                       | Allenatori | Ettore Messina                       |

| Arbitri: | Zancanella Sabetta |

|                                    |            |                                             |
| Evans 22 Scarone 13 Gray, Rowan 12 | Punti      | 14 Rusconi, Taylor 13 Iuzzolino 11 Goodrich |
| Gray, Scarone 5                    | Assist     | 4 Iuzzolino                                 |
| Chiacig 12                         | Rimbalzi   | 11 Rusconi                                  |
| Fabrizio Frates                    | Allenatori | Guido Saibene                               |

##### Girone ritorno
| Arbitri: | Paternicò Filippini |

|                                    |            |                                         |
| Taylor 28 Iuzzolino 22 Goodrich 20 | Punti      | 20 Gilmore 17 Boni 14 Attruia, Guarasci |
| Iuzzolino 3                        | Assist     | 4 Attruia                               |
| Rusconi, Goodrich 7                | Rimbalzi   | 8 Lockhart                              |
| Guido Saibene                      | Allenatori | Phil Melillo                            |

| Arbitri: | Cazzaro Di Modica |

|                                   |            |                                              |
| Naumoski 22 Brown 17 Marconato 14 | Punti      | 20 Iuzzolino 18 Larrañaga, Taylor 13 Rusconi |
| Pittis, Naumoski 4                | Assist     | 6 Iuozzolino                                 |
| Garbajosa 7                       | Rimbalzi   | 9 Rusconi                                    |
| Piero Bucchi                      | Allenatori | Guido Saibene                                |

| Arbitri: | D'Este Begnis |

|                                                       |            |                                |
| Iuzzolino 36 Larrañaga, Rusconi, Taylor 19 Goodrich 8 | Punti      | 28 Booker 21 Johnson 13 Traina |
| -                                                     | Assist     | 2 Booker                       |
| Rusconi 12                                            | Rimbalzi   | 11 Johnson                     |
| Guido Saibene                                         | Allenatori | Stefano Pillastrini            |

| Arbitri: | Mattioli Pasetto |

|                                                              |            |                                      |
| Scott 22 Grasso, Washington 15 Montecchia, Gadou, Delfino 12 | Punti      | 23 Larrañaga 22 Iuzzolino 21 Rusconi |
| Montecchia 7                                                 | Assist     | 4 Iuzzolino                          |
| Washington 8                                                 | Rimbalzi   | 10 Rusconi                           |
| Tonino Zorzi                                                 | Allenatori | Guido Saibene                        |

| Arbitri: | Giansanti Nardecchia |

|                                   |            |                                  |
| Iuzzolino 22 Taylor 20 Rusconi 16 | Punti      | 23 Turner 20 Baston 15 Sambugaro |
| Larrañaga 3                       | Assist     | 3 Sambugaro                      |
| Rusconi 14                        | Rimbalzi   | 7 Baston                         |
| Guido Saibene                     | Allenatori | Stefano Ranuzzi                  |

| Arbitri: | Paternicò Ursi |

|                            |            |                                               |
| Mian 23 Smith 19 McGhee 12 | Punti      | 25 Taylor 21 Goodrich 13 Iuzzolino, Michelori |
| Lasa, Busca, Smith 1       | Assist     | 5 Iuzzolino                                   |
| McGhee 13                  | Rimbalzi   | 9 Taylor                                      |
| Matteo Boniciolli          | Allenatori | Guido Saibene                                 |

| Arbitri: | Colucci Anesin |

|                                   |            |                                                   |
| Iuzzolino 28 Rusconi 24 Taylor 17 | Punti      | 26 Fazzi 23 Bragg 14 Moltedo, Thompson, Dioumassi |
| Taylor 2                          | Assist     | 4 Fazzi                                           |
| Rusconi 21                        | Rimbalzi   | 12 Bragg                                          |
| Guido Saibene                     | Allenatori | Francesco Vitucci                                 |

| Arbitri: | Grossi Ramilli |

|                                     |            |                              |
| Taylor 24 Iuzzolino 19 Michelori 18 | Punti      | 33 Erdmann 13 Ramos 11 Nolan |
| Rusconi 3                           | Assist     | 2 Mastroianni, Johnson       |
| Rusconi 13                          | Rimbalzi   | 5 Ramos, Johnson             |
| Guido Saibene                       | Allenatori | Luca Dalmonte                |

| Arbitri: | Taurino Duranti |

|                             |            |                                                        |
| Myers 19 Fucka 15 De Pol 11 | Punti      | 11 Michelori 10 Iuzzolino, Rusconi 8 Larrañaga, Taylor |
| Myers 6                     | Assist     | 3 Iuzzolino                                            |
| Žukauskas 11                | Rimbalzi   | 11 Rusconi                                             |
| Carlo Recalcati             | Allenatori | Guido Saibene                                          |

| Arbitri: | Cerebuch Lo Guzzo |

|                                    |            |                                        |
| Larrañaga 27 Taylor 24 Goodirch 22 | Punti      | 23 Morri 21 Smith, Beard 20 Washington |
| Iuzzolino, Rusconi 3               | Assist     | 3 Morri                                |
| Rusconi 11                         | Rimbalzi   | 17 Beard                               |
| Guido Saibene                      | Allenatori | Giampiero Ticchi                       |

| Arbitri: | Facchini Corrias |

|                                                        |            |                                   |
| Williams 14 Fajardo, Santangelo, Thornton 13 Damiao 12 | Punti      | 22 Iuzzolino 13 Taylor 10 Rusconi |
| Thornton 3                                             | Assist     | 3 Iuzzolino                       |
| Fajardo 13                                             | Rimbalzi   | 8 Rusconi                         |
| Stefano Sacripanti                                     | Allenatori | Guido Saibene                     |

| Arbitri: | Mattioli Ursi |

|                                                |            |                                          |
| Iuzzolino 25 Taylor 19 Larrañaga, Michelori 15 | Punti      | 31 Bullock 10 Williams, Conlon 9 Schmidt |
| Iuzzolino 2                                    | Assist     | 1 Sartori, Bullock, Williams             |
| Rusconi 7                                      | Rimbalzi   | 10 Conlon                                |
| Guido Saibene                                  | Allenatori | Filippo Faina                            |

| Arbitri: | Zancanella Tullio |

|                                |            |                                   |
| Shaw 22 Gurovic 20 Calabria 17 | Punti      | 26 Granger 18 Taylor 17 Iuzzolino |
| Laezza 6                       | Assist     | 1 Larrañaga, Rusconi, Iuzzolino   |
| Shaw 14                        | Rimbalzi   | 8 Rusconi                         |
| Cesare Pancotto                | Allenatori | Guido Saibene                     |

| Arbitri: | Tola Paternicò |

|                                    |            |                                   |
| Pozzecco 33 Carlisle 27 Vescovi 16 | Punti      | 29 Iuzzolino 22 Rusconi 14 Taylor |
| Pozzecco 7                         | Assist     | 3 Iuzzolino                       |
| Burditt 11                         | Rimbalzi   | 9 Rusconi                         |
| Gianfranco Lombardi                | Allenatori | Guido Saibene                     |

| Arbitri: | Taurino Corrias |

|                                   |            |                                        |
| Taylor 25 Larrañaga 13 Rusconi 12 | Punti      | 20 Espil 17 Sellers, Allen 16 Righetti |
| Iuzzolino 2                       | Assist     | 3 Allen                                |
| Rusconi 13                        | Rimbalzi   | 7 Tonolli                              |
| Guido Saibene                     | Allenatori | Attilio Caja                           |

| Arbitri: | Pasetto Ursi |

|                                    |            |                                      |
| Ginobili 18 Abbio 14 Smodis, Jaric | Punti      | 17 Iuzzolino 14 Granger 11 Michelori |
| Ginobili 5                         | Assist     | 1 quattro giocatori                  |
| Rigaudeau, Griffith, Abbio 4       | Rimbalzi   | 7 Granger                            |
| Ettore Messina                     | Allenatori | Guido Saibene                        |

| Arbitri: | Mattioli Filippini |

|                                   |            |                               |
| Iuzzolino 21 Taylor 19 Rusconi 15 | Punti      | 34 Evans 24 Gorenc 15 Chiacig |
| Iuzzolino 2                       | Assist     | 1 Evans, Gorenc               |
| Rusconi 11                        | Rimbalzi   | 13 Chiacig                    |
| Guido Saibene                     | Allenatori | Fabrizio Frates               |

### Supercoppa italiana

#### Fase a gironi
| Arbitri: | Taurino Sardella |

|                                           |            |                             |
| Attruia, Freeman 16 Gizzi 13 Michelori 12 | Punti      | 22 Riva 13 Adams 11 Fajardo |
| Rusconi 3                                 | Assist     | 2 Adams                     |
| Mouneke 8                                 | Rimbalzi   | 12 Gay                      |
| Valerio Bianchini                         | Allenatori | Franco Ciani                |

| Arbitri: | Giansanti Begnis |

|                                    |            |                                  |
| Pozzecco 27 Cazzaniga 15 Brandt 14 | Punti      | 18 Rusconi 11 Gizzi 10 Michelori |
| Pozzecco 6                         | Assist     | 3 Mordente Gizzi                 |
| Zanus Fortes 7                     | Rimbalzi   | 7 Pešić                          |
| Federico Danna                     | Allenatori | Valerio Bianchini                |

| Arbitri: | Corrias Seghetti |

|                                 |            |                                 |
| Fajardo 25 Jovanović 18 Riva 16 | Punti      | 24 Mordente 22 Rusconi 17 Gizzi |
| ?                               | Assist     | ?                               |
| ?                               | Rimbalzi   | ?                               |
| Franco Ciani                    | Allenatori | Valerio Bianchini               |

| Arbitri: | D'Este Florian |

|                                   |            |                               |
| Michelori 21 Gizzi 18 Mordente 15 | Punti      | 35 Granger 18 Lacey 17 Brewer |
| ?                                 | Assist     | ?                             |
| ?                                 | Rimbalzi   | ?                             |
| Valerio Bianchini                 | Allenatori | Alessandro Ramagli            |

| Arbitri: | Cerebuch Ursi |

|                                                  |            |                                    |
| Mordente 18 Rusconi, Gizzi 14 Michelori, Pešić 6 | Punti      | 21 Pozzecco 17 Cazzaniga 11 Brandt |
| cinque giocatori 1                               | Assist     | 1 quattro giocatori                |
| Michelori 15                                     | Rimbalzi   | 13 Burditt                         |
| Valerio Bianchini                                | Allenatori | Federico Danna                     |

| Arbitri: | Cazzaro Vianello |

|                               |            |                                |
| Brewer 23 Granger 15 Lacey 10 | Punti      | 18 Gizzi 17 Attruia 13 Rusconi |
| Brewer 4                      | Assist     | 3 Attruia                      |
| Lacey 10                      | Rimbalzi   | 9 Michelori                    |
| Alessandro Ramagli            | Allenatori | Valerio Bianchini              |

## Statistiche

### Statistiche di squadra
| Competizione        | G  | V  | P  | Pt   | 2PT  | 3PT  | TL   | Rimbalzi | Rimbalzi | Rimbalzi | Stop | Palle | Palle | Ass |
| Competizione        | G  | V  | P  | Pt   | 2PT  | 3PT  | TL   | Off      | Dif      | Tot      | Stop | Perse | Rec.  | Ass |
| ------------------- | -- | -- | -- | ---- | ---- | ---- | ---- | -------- | -------- | -------- | ---- | ----- | ----- | --- |
| Serie A1            | 34 | 13 | 21 | 84.5 | 53.1 | 40.2 | 73.4 | 10.1     | 23.6     | 33.7     | 1.4  | 17.0  | 16.3  | 6.1 |
| Supercoppa italiana | 6  | 2  | 4  | 78.6 | ?    | ?    | ?    | ?        | ?        | ?        | ?    | ?     | ?     | ?   |
| Totale              | 40 | 15 | 25 | 81.5 | -    | -    | -    | -        | -        | -        | -    | -     | -     | -   |

### Andamento in campionato
| Giornata  | 1  | 2  | 3  | 4  | 5  | 6  | 7  | 8  | 9  | 10 | 11 | 12 | 13 | 14 | 15 | 16 | 17 | 18 | 19 | 20 | 21 | 22 | 23 | 24 | 25 | 26 | 27 | 28 | 29 | 30 | 31 | 32 | 33 | 34 |
| --------- | -- | -- | -- | -- | -- | -- | -- | -- | -- | -- | -- | -- | -- | -- | -- | -- | -- | -- | -- | -- | -- | -- | -- | -- | -- | -- | -- | -- | -- | -- | -- | -- | -- | -- |
| Luogo     | T  | C  | T  | C  | T  | C  | T  | T  | C  | T  | C  | T  | C  | C  | T  | C  | T  | C  | T  | C  | T  | C  | T  | C  | C  | T  | C  | T  | C  | T  | T  | C  | T  | C  |
| Risultato | P  | P  | P  | P  | P  | V  | P  | P  | P  | P  | V  | V  | V  | V  | P  | P  | P  | V  | P  | V  | P  | V  | V  | V  | V  | P  | V  | P  | V  | P  | P  | P  | P  | P  |
| Posizione | 15 | 17 | 18 | 18 | 18 | 17 | 17 | 18 | 18 | 18 | 17 | 17 | 16 | 14 | 14 | 14 | 16 | 15 | 15 | 15 | 15 | 14 | 12 | 13 | 10 | 10 | 9  | 10 | 9  | 10 | 11 | 12 | 12 | 15 |

Fonte:  Serie A – Classifica, su legabasket.it. URL consultato il 19 maggio 2023.
Legenda:

Luogo: C = Casa; T = Trasferta. Risultato: V = Vittoria; P = Sconfitta.
- = Turno di riposo.

### Statistiche giocatori
| Giocatore          | Serie A | Serie A | Serie A | Serie A | Serie A Playoff | Serie A Playoff | Serie A Playoff | Serie A Playoff | Supercoppa | Supercoppa | Supercoppa | Supercoppa | Totale | Totale | Totale | Totale |
| Giocatore          | PG      | PTI     | AST     | RIM     | PG              | PTI             | AST             | RIM             | PG         | PTI        | AST        | RIM        | PG     | PTI    | AST    | RIM    |
| ------------------ | ------- | ------- | ------- | ------- | --------------- | --------------- | --------------- | --------------- | ---------- | ---------- | ---------- | ---------- | ------ | ------ | ------ | ------ |
| Mike Iuzzolino     | 31      | 603     | 85      | 65      | -               | -               | -               | -               | -          | -          | -          | -          | 31     | 603    | 85     | 65     |
| Stefano Rusconi    | 33      | 505     | 40      | 339     | -               | -               | -               | -               | 6          | 84         | ?          | ?          | 39     | 589    | 40+    | 339+   |
| Johnny Taylor      | 31      | 499     | 19      | 191     | -               | -               | -               | -               | -          | -          | -          | -          | 31     | 499    | 19     | 191    |
| Jay Larrañaga      | 28      | 299     | 11      | 86      | -               | -               | -               | -               | -          | -          | -          | -          | 28     | 299    | 11     | 86     |
| Andrea Michelori   | 34      | 270     | 9       | 121     | -               | -               | -               | -               | 6          | 67         | ?          | ?          | 40     | 337    | 9+     | 121+   |
| Steve Goodrich     | 24      | 215     | 16      | 75      | -               | -               | -               | -               | -          | -          | -          | -          | 24     | 215    | 16     | 75     |
| Jon Garavaglia     | 31      | 122     | 9       | 89      | -               | -               | -               | -               | -          | -          | -          | -          | 31     | 122    | 9      | 89     |
| Flavio Portaluppi  | 34      | 114     | 9       | 34      | -               | -               | -               | -               | 5          | 45         | ?          | ?          | 39     | 159    | 9+     | 34+    |
| Mike Gizzi         | 11      | 72      | 4       | 15      | -               | -               | -               | -               | 6          | 91         | ?          | ?          | 17     | 163    | 4+     | 15+    |
| Aaron Granger      | 5       | 61      | 0       | 19      | -               | -               | -               | -               | -          | -          | -          | -          | 5      | 61     | 0      | 19     |
| Luca Gamba         | 25      | 49      | 1       | 17      | -               | -               | -               | -               | -          | -          | -          | -          | 25     | 49     | 1      | 17     |
| Marco Mordente     | 4       | 22      | 1       | 6       | -               | -               | -               | -               | 6          | 79         | ?          | ?          | 10     | 101    | 1+     | 6+     |
| Mihajlo Pesic      | 3       | 11      | 0       | 6       | -               | -               | -               | -               | 5          | 10         | ?          | ?          | 8      | 21     | 0+     | 6+     |
| Stefano Attruia    | 1       | 9       | 1       | 1       | -               | -               | -               | -               | 4          | 43         | ?          | ?          | 5      | 52     | 1+     | 1+     |
| Rasul Salahuddin   | 1       | 6       | 1       | 3       | -               | -               | -               | -               | -          | -          | -          | -          | 1      | 6      | 1      | 3      |
| Marco Baldi        | 8       | 6       | 1       | 10      | -               | -               | -               | -               | 6          | 15         | ?          | ?          | 14     | 21     | 1+     | 10+    |
| Stefano Gallea     | 1       | 5       | 0       | 0       | -               | -               | -               | -               | 2          | 1          | ?          | ?          | 3      | 6      | 0+     | 0+     |
| Luca Furlanetto    | 1       | 2       | 0       | 0       | -               | -               | -               | -               | 4          | 2          | ?          | ?          | 5      | 4      | 0+     | 0+     |
| Emanuele Cavalleri | 0       | 0       | 0       | 0       | -               | -               | -               | -               | 1          | 0          | ?          | ?          | 1      | 0      | 0+     | 0+     |
| Carlo Bianchi      | 1       | 0       | 0       | 0       | -               | -               | -               | -               | 2          | 0          | ?          | ?          | 3      | 0      | 0+     | 0+     |
| Kevin Freeman      | -       | -       | -       | -       | -               | -               | -               | -               | 1          | 16         | ?          | ?          | 1      | 16     | 0+     | 0+     |
| Gabe Muoneke       | -       | -       | -       | -       | -               | -               | -               | -               | 1          | 8          | ?          | ?          | 1      | 8      | 0+     | 0+     |